# Carl Rottmann
Carl Rottmann   (Heidelberg, 11 de gener de 1797 - Múnic, 7 de juliol de 1850) va ser un paisatgista alemany i el membre més famós de la família de pintors Rottmann.

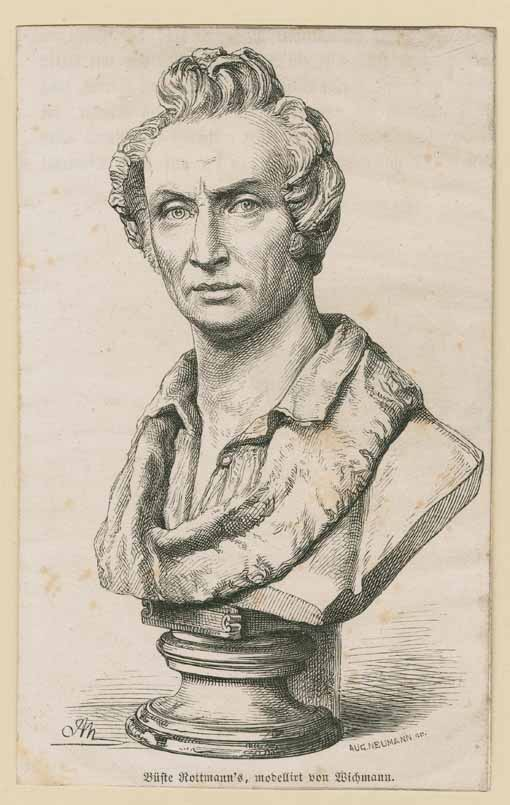
August Neumann (Holzstecher)

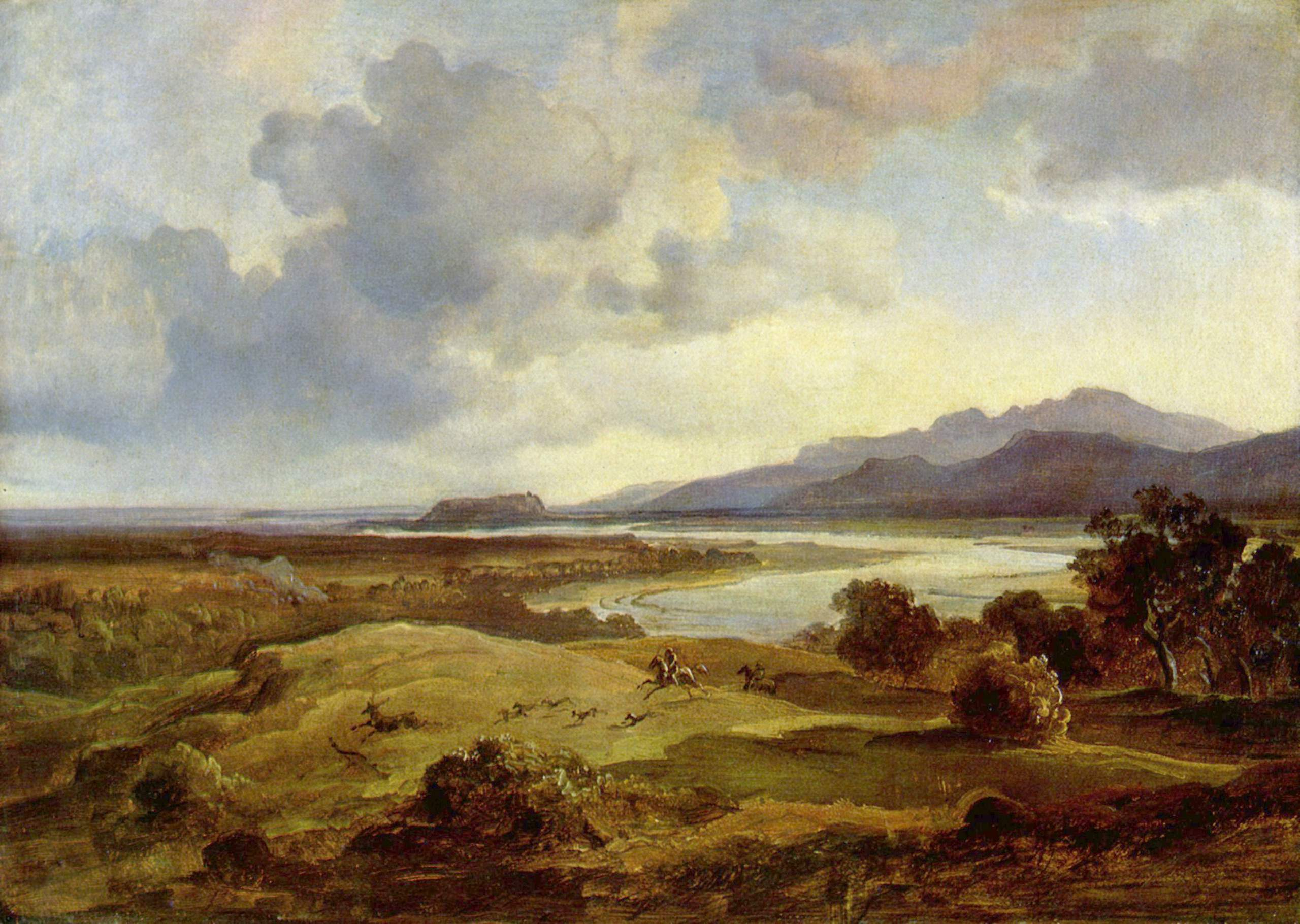
Inntal de Neubeuern, 1823.

Rottmann pertanyia al cercle d'artistes al voltant del rei Lluís I de Baviera, que li va encarregar exclusivament grans pintures de paisatge. És conegut sobretot pels paisatges mítics i heroics. El paisatgista Karl Lindemann-Frommel pertanyia a la seva escola.

## Biografia
Rottmann va néixer a Handschuhsheim (avui part de Heidelberg) l'11 de gener de 1797. Allà va rebre les seves primeres lliçons de dibuix del seu pare, Friedrich Rottmann, que va ensenyar dibuix a la universitat de Heidelberg. Es va formar principalment a través de l'estudi de la natura i de les grans obres mestres. En la seva primera etapa artística, va pintar fenòmens atmosfèrics. Després d'haver guanyat protagonisme amb Heidelberg al capvespre (aquarel·la), i el castell d'Eltz, es va establir a Munic el 1822 i es va dedicar als paisatges bavaresos. Aquí va començar el seu segon període, i el 1824 es va casar amb Friedericke, la filla del seu oncle, Friedrich Ludwig von Sckell, que va exercir d'assistent a la cort.
A través d'aquesta connexió, va conèixer el rei Lluís I de Baviera, que el 1826/27 va patrocinar els seus viatges a Itàlia per tal d'ampliar el seu repertori, que fins aleshores consistia únicament en paisatges domèstics alemanys. A Itàlia, Rottmann va fer esbossos per als 28 paisatges italians al fresc que se li va encarregar de pintar a les arcades de l'Hofgarten de Múnic. El cicle, finalitzat el 1833, va donar expressió visual a l'aliança de Ludwig amb Itàlia, i va elevar el gènere de la pintura de paisatge a l'altura de la pintura d'història, la modalitat preferida dels altres grans encàrrecs del rei per a la pintura monumental. Malauradament, els frescos es van deteriorar per influències climàtiques. Els dibuixos per a ells es troben a la Galeria Darmstadt.
El 1834 Rottmann va viatjar a Grècia per preparar un encàrrec de Ludwig per a un segon cicle; es podria marcar aquí l'inici del seu tercer període. Al principi també destinats a l'arcada de l'Hofgarten, els 23 grans paisatges es van instal·lar finalment a la Neue Pinakothek de nova construcció on se'ls va donar la seva pròpia sala.
De les seves imatges de cavallet, Ammer Lake i Marathon es troben a la National Gallery de Berlín; L'Acròpolis de Sikyon i Corfú a la Pinacoteca de Múnic; d'altres a la Schack Gallery, Munic, i a Karlsruhe; i set al Museu de Leipzig.
Carl Rottmann va morir el 7 de juliol de 1850 a Munic, als 53 anys per causes no revelades. Està enterrat a l’Alter Südfriedhof de Munic.

## Obres
- Frescs amb paisatges heroics a la galeria del Hofgarten de Munic (1830–1833) (avui al Museu Residenz de Munic).
- 23 paisatges grecs (1838–1850, avui a la Neue Pinakothek, encara que alguns van ser substancialment danyats durant la Segona Guerra Mundial) en l'antiga tècnica de l'encàustica.